# Halowe Mistrzostwa Europy w Lekkoatletyce 2023 – bieg na 400 m mężczyzn
Bieg na 400 metrów mężczyzn – jedna z konkurencji biegowych rozgrywanych podczas halowych lekkoatletycznych mistrzostw Europy w hali Ataköy Arena w Stambule.
Tytułu mistrzowskiego z 2021 nie obronił Óscar Husillos.

## Terminarz
| Data    | Godzina |            |
| ------- | ------- | ---------- |
| 3 marca | 09:50   | Eliminacje |
| 3 marca | 19:35   | Półfinały  |
| 4 marca | 20:20   | Finał      |

## Rekordy
Tabela prezentuje halowy rekord świata, rekord Europy w hali, rekord halowych mistrzostw Europy, a także najlepsze osiągnięcia w hali na świecie i w Europie w sezonie 2023 przed rozpoczęciem mistrzostw.
|                                               | Zawodnik         | Wynik | Miejsce      | Data                |
| --------------------------------------------- | ---------------- | ----- | ------------ | ------------------- |
| Rekord świata                                 | Kerron Clement   | 44,57 | Fayetteville | 12 marca 2005(dts)  |
| Rekord Europy                                 | Thomas Schönlebe | 45,05 | Sindelfingen | 5 lutego 1988(dts)  |
| Rekord Europy                                 | Karsten Warholm  | 45,05 | Glasgow      | 2 marca 2019(dts)   |
| Rekord mistrzostw Europy                      | Karsten Warholm  | 45,05 | Glasgow      | 2 marca 2019(dts)   |
| Najlepszy wynik na świecie w 2023 roku (hala) | Elija Godwin     | 44,75 | Fayetteville | 25 lutego 2023(dts) |
| Najlepszy wynik w Europie w 2023 roku (hala)  | Karsten Warholm  | 45,31 | Ulsteinvik   | 2 lutego 2023(dts)  |

## Wyniki

### Eliminacje
Awans: 2 najlepszych z każdego biegu (Q) oraz 2 z najlepszymi czasami wśród przegranych (q).
| Poz. | Bieg | Zawodnik                 | Reprezentacja | Czas         | Uwagi |
| ---- | ---- | ------------------------ | ------------- | ------------ | ----- |
| 1.   | 1    | Karsten Warholm          | Norwegia      | 45,76        | Q     |
| 2.   | 4    | Matěj Krsek              | Czechy        | 46,23        | Q     |
| 3.   | 2    | Iñaki Cañal              | Hiszpania     | 46,26 (,255) | Q     |
| 4.   | 2    | Alexander Doom           | Belgia        | 46,26 (,258) | Q     |
| 5.   | 4    | Óscar Husillos           | Hiszpania     | 46,28        | Q     |
| 6.   | 5    | Julien Watrin            | Belgia        | 46,41        | Q,    |
| 7.   | 3    | Gilles Biron             | Francja       | 46,50        | Q     |
| 8.   | 4    | João Coelho              | Portugalia    | 46,51        | q,    |
| 9.   | 1    | Carl Bengtström          | Szwecja       | 46,55        | Q     |
| 10.  | 4    | Kajetan Duszyński        | Polska        | 46,66        | q     |
| 11.  | 3    | Isayah Boers             | Holandia      | 46,72        | Q     |
| 12.  | 2    | Isaya Klein Ikkink       | Holandia      | 46,74        |       |
| 13.  | 1    | Lionel Spitz             | Szwajcaria    | 46,79        |       |
| 14.  | 1    | Vladimir Aceti           | Włochy        | 46,80        |       |
| 15.  | 5    | Liemarvin Bonevacia      | Holandia      | 46,87        | Q     |
| 16.  | 4    | Gustav Lundholm Nielsen  | Dania         | 46,93        |       |
| 17.  | 3    | Marvin Schlegel          | Niemcy        | 47,01        |       |
| 18.  | 3    | Andreas Grimerud         | Norwegia      | 47,04        |       |
| 19.  | 1    | Mihai Dringo             | Rumunia       | 47,06        |       |
| 20.  | 5    | Ricky Petrucciani        | Szwajcaria    | 47,32        |       |
| 21.  | 5    | Boško Kijanović          | Serbia        | 47,36        |       |
| 22.  | 2    | Muhammad Abdallah Kounta | Francja       | 47,55        |       |
| 23.  | 2    | Iļja Petrušenko          | Łotwa         | 47,95        | SB    |
| 24.  | 3    | Robert Parge             | Rumunia       | 49,67        |       |
| 25.  | 5    | Manuel Guijarro          | Hiszpania     | 49,77        |       |

### Półfinały
Awans: 3 najlepszych z każdego biegu (Q).
| Poz. | Bieg | Zawodnik            | Reprezentacja | Czas  | Uwagi |
| ---- | ---- | ------------------- | ------------- | ----- | ----- |
| 1.   | 2    | Karsten Warholm     | Norwegia      | 45,43 | Q     |
| 2.   | 1    | Carl Bengtström     | Szwecja       | 45,77 | Q,    |
| 3.   | 2    | Julien Watrin       | Belgia        | 45,82 | Q,    |
| 4.   | 2    | Óscar Husillos      | Hiszpania     | 45,86 | Q     |
| 5.   | 1    | Matěj Krsek         | Czechy        | 46,03 | Q,    |
| 6.   | 1    | Alexander Doom      | Belgia        | 46,12 | Q     |
| 7.   | 1    | Liemarvin Bonevacia | Holandia      | 46,60 |       |
| 8.   | 1    | João Coelho         | Portugalia    | 46,69 |       |
| 9.   | 2    | Gilles Biron        | Francja       | 46,71 |       |
| 10.  | 2    | Kajetan Duszyński   | Polska        | 47,01 |       |
| 11.  | 2    | Isayah Boers        | Holandia      | 47,39 |       |
| 12 ! | 1    | Iñaki Cañal         | Hiszpania     | DNS   |       |

### Finał
| Poz. | Tor | Zawodnik        | Reprezentacja | Czas  | Uwagi |
| ---- | --- | --------------- | ------------- | ----- | ----- |
| 01 ! | 6   | Karsten Warholm | Norwegia      | 45,35 |       |
| 02 ! | 4   | Julien Watrin   | Belgia        | 45,44 | NR    |
| 03 ! | 5   | Carl Bengtström | Szwecja       | 45,77 |       |
| 4.   | 2   | Óscar Husillos  | Hiszpania     | 46,24 |       |
| 5.   | 3   | Matěj Krsek     | Czechy        | 46,48 |       |
| 6.   | 1   | Alexander Doom  | Belgia        | DNS   |       |